# Ovansiljans domsagas valkrets
Ovansiljans domsagas valkrets var vid valen 1866–1908 till andra kammaren en egen valkrets med ett mandat. I valen 1866–1872 var valkretsens namn Mora, Sofia Magdalena och Vänjans, Orsa, Älvdals samt Särna och Idre tingslags valkrets; namnet Ovansiljans domsagas valkrets tillkom i valet 1875.
Valkretsen, som ungefär motsvarade dagens Mora, Orsa och Älvdalens kommuner, avskaffades vid införandet av proportionellt valsystem i valet 1911 och uppgick då i Kopparbergs läns norra valkrets. 

## Riksdagsmän
- Bälter Swen Ersson, min (1867–1869)
- Carl Johanson, lmp (1870–1878)
- Bälter Swen Ersson (1879–1881)
- Carl Johanson, lmp (1882–1884)
- Mats Tysk (1885–1890)
- Erik Norman, gamla lmp 1891–1894, folkp 1895–1899, lib s 1900–1902 (1891–1902)
- Smeds Lars Olsson, lib s 1903–1908, högervilde 1909–1911 (1903–1911)

## Valresultat

### 1896
| Andrakammarvalet i Sverige 1896: Ovansiljans domsagas valkrets | Andrakammarvalet i Sverige 1896: Ovansiljans domsagas valkrets | Andrakammarvalet i Sverige 1896: Ovansiljans domsagas valkrets | Andrakammarvalet i Sverige 1896: Ovansiljans domsagas valkrets | Andrakammarvalet i Sverige 1896: Ovansiljans domsagas valkrets | Andrakammarvalet i Sverige 1896: Ovansiljans domsagas valkrets |
| Parti                                                          | Parti                                                          | Kandidat                                                       | Röster                                                         | %                                                              | ±                                                              |
| -------------------------------------------------------------- | -------------------------------------------------------------- | -------------------------------------------------------------- | -------------------------------------------------------------- | -------------------------------------------------------------- | -------------------------------------------------------------- |
|                                                                | Folkpartiet                                                    | Erik Norman                                                    | 761                                                            | 72,4                                                           |                                                                |
|                                                                | Obunden protektionist                                          | C.V. Söderström i Älvdalen                                     | 218                                                            | 20,8                                                           |                                                                |
|                                                                | Annat                                                          | Övriga                                                         | 71                                                             | 6,8                                                            |                                                                |
| Valdeltagande                                                  | Valdeltagande                                                  | Valdeltagande                                                  | 1,054                                                          | 35,1                                                           |                                                                |

### 1899
| Andrakammarvalet i Sverige 1899: Ovansiljans domsagas valkrets | Andrakammarvalet i Sverige 1899: Ovansiljans domsagas valkrets | Andrakammarvalet i Sverige 1899: Ovansiljans domsagas valkrets | Andrakammarvalet i Sverige 1899: Ovansiljans domsagas valkrets | Andrakammarvalet i Sverige 1899: Ovansiljans domsagas valkrets | Andrakammarvalet i Sverige 1899: Ovansiljans domsagas valkrets |
| Parti                                                          | Parti                                                          | Kandidat                                                       | Röster                                                         | %                                                              | ±                                                              |
| -------------------------------------------------------------- | -------------------------------------------------------------- | -------------------------------------------------------------- | -------------------------------------------------------------- | -------------------------------------------------------------- | -------------------------------------------------------------- |
|                                                                | Liberala samlingspartiet                                       | Erik Norman                                                    | 465                                                            | 52,2                                                           | -20,2                                                          |
|                                                                | Annat                                                          | Fredrik Wikman                                                 | 175                                                            | 19,6                                                           |                                                                |
|                                                                | Annat                                                          | J.A. Johansson i Hansjö                                        | 137                                                            | 15,4                                                           |                                                                |
|                                                                | Annat                                                          | A. Andrén                                                      | 103                                                            | 11,6                                                           |                                                                |
|                                                                | Annat                                                          | Övriga                                                         | 11                                                             | 1,2                                                            |                                                                |
| Valdeltagande                                                  | Valdeltagande                                                  | Valdeltagande                                                  | 895                                                            | 28,4                                                           |                                                                |

Valet ägde rum den 4 september 1899.

### 1902
| Andrakammarvalet i Sverige 1902: Ovansiljans domsagas valkrets | Andrakammarvalet i Sverige 1902: Ovansiljans domsagas valkrets | Andrakammarvalet i Sverige 1902: Ovansiljans domsagas valkrets | Andrakammarvalet i Sverige 1902: Ovansiljans domsagas valkrets | Andrakammarvalet i Sverige 1902: Ovansiljans domsagas valkrets | Andrakammarvalet i Sverige 1902: Ovansiljans domsagas valkrets |
| Parti                                                          | Parti                                                          | Kandidat                                                       | Röster                                                         | %                                                              | ±                                                              |
| -------------------------------------------------------------- | -------------------------------------------------------------- | -------------------------------------------------------------- | -------------------------------------------------------------- | -------------------------------------------------------------- | -------------------------------------------------------------- |
|                                                                | Liberala samlingspartiet                                       | Smeds Lars Olsson                                              | 743                                                            | 49,7                                                           |                                                                |
|                                                                | Liberala samlingspartiet                                       | Erik Norman                                                    | 726                                                            | 48,6                                                           | -3,6                                                           |
|                                                                | Annat                                                          | Övriga                                                         | 25                                                             | 1,7                                                            |                                                                |
| Valdeltagande                                                  | Valdeltagande                                                  | Valdeltagande                                                  | 1,496                                                          | 44,6                                                           |                                                                |

Valet ägde rum den 7 september 1902.

### 1905
| Andrakammarvalet i Sverige 1905: Ovansiljans domsagas valkrets | Andrakammarvalet i Sverige 1905: Ovansiljans domsagas valkrets | Andrakammarvalet i Sverige 1905: Ovansiljans domsagas valkrets | Andrakammarvalet i Sverige 1905: Ovansiljans domsagas valkrets | Andrakammarvalet i Sverige 1905: Ovansiljans domsagas valkrets | Andrakammarvalet i Sverige 1905: Ovansiljans domsagas valkrets |
| Parti                                                          | Parti                                                          | Kandidat                                                       | Röster                                                         | %                                                              | ±                                                              |
| -------------------------------------------------------------- | -------------------------------------------------------------- | -------------------------------------------------------------- | -------------------------------------------------------------- | -------------------------------------------------------------- | -------------------------------------------------------------- |
|                                                                | Liberala samlingspartiet                                       | Smeds Lars Olsson                                              | 1,181                                                          | 70,0                                                           | +20,3                                                          |
|                                                                | Annat                                                          | Johan Beus                                                     | 470                                                            | 27,8                                                           |                                                                |
|                                                                | Annat                                                          | Övriga                                                         | 37                                                             | 2,2                                                            |                                                                |
| Valdeltagande                                                  | Valdeltagande                                                  | Valdeltagande                                                  | 1,690                                                          | 48,2                                                           |                                                                |

Valet ägde rum den 10 september 1905.

### 1908
| Andrakammarvalet i Sverige 1908: Ovansiljans domsagas valkrets | Andrakammarvalet i Sverige 1908: Ovansiljans domsagas valkrets | Andrakammarvalet i Sverige 1908: Ovansiljans domsagas valkrets | Andrakammarvalet i Sverige 1908: Ovansiljans domsagas valkrets | Andrakammarvalet i Sverige 1908: Ovansiljans domsagas valkrets | Andrakammarvalet i Sverige 1908: Ovansiljans domsagas valkrets |
| Parti                                                          | Parti                                                          | Kandidat                                                       | Röster                                                         | %                                                              | ±                                                              |
| -------------------------------------------------------------- | -------------------------------------------------------------- | -------------------------------------------------------------- | -------------------------------------------------------------- | -------------------------------------------------------------- | -------------------------------------------------------------- |
|                                                                | Högervilde                                                     | Smeds Lars Olsson                                              | 1,388                                                          | 65,6                                                           | -4,4                                                           |
|                                                                | Partilös liberal                                               | Johan Beus                                                     | 725                                                            | 34,2                                                           | +6,4                                                           |
|                                                                | Annat                                                          | Övriga                                                         | 4                                                              | 0,2                                                            |                                                                |
| Valdeltagande                                                  | Valdeltagande                                                  | Valdeltagande                                                  | 2,120                                                          | 58,5                                                           |                                                                |

Valet ägde rum den 20 september 1908.